# Das blaue Wunder
Das blaue Wunder ist ein deutscher Fernsehfilm von Peter Kahane aus dem Jahr 2004. Wolfgang Stumph, Martina Gedeck und Michael Gwisdek sind in den Hauptrollen besetzt.

## Handlung
Rüdiger Stolze verpfändet sein Haus und sein Grundstück, um von dem Kredit seinen großen Lebenstraum Wirklichkeit werden zu lassen und sich eine alte Elbfähre zu kaufen. Doch nach dem großen Triumph, folgt für Stolze auch sogleich sein blaues Wunder, denn ein gewissensloser Geschäftsmann treibt ihn in den Ruin. Stolze ist desillusioniert und am Boden zerstört. Er beschließt sich mit seiner erworbenen Elbfähre in den Tod zu senken. Sein Freund Manni kann ihn jedoch rechtzeitig vom versuchten Suizid retten, indem er ihm rät, sich das verlorene Geld für die fälligen Raten als Heiratsschwindler zu beschaffen. Stolze hat in der Kriminalistin Thea Eiselt auch schon ein Opfer gefunden.

## Produktionsnotizen
Die Dreharbeiten für Das blaue Wunder fanden im Frühjahr 2003 unter dem Arbeitstitel Stolze & Thea in Dresden statt. Für die Produktion zeichnete die Polyphon Film- und Fernsehgesellschaft unter Federführung von Produzent Alfried Nehring verantwortlich. Die Erstausstrahlung erfolgte am 1. März 2004 zur Hauptsendezeit im ZDF.